# Mowatt (krater)
För andra betydelser, se Mowatt.
Mowatt är en nedslagskrater med en diameter på 38 kilometer, på planeten Venus. Mowatt har fått sitt namn efter skådespelerskan och författarinnan Anna Mowatt.